# Gabriel Arcand
Gabriel Arcand (* 4. Juni 1949 in Deschambault-Grondines) ist ein franko-kanadischer Schauspieler.

## Leben
Arcand kam 1949 in Deschambault-Grondines in Québec zur Welt. Er wuchs mit zwei älteren Brüdern auf: Denys Arcand (* 1941) ist als Filmregisseur tätig, Bernard Arcand (1945–2009) versuchte sich kurzzeitig als Schauspieler und wurde später Anthropologe. Die Familie zog nach Montréal, als Arcand noch im Kindesalter war. Er besuchte das Collège Sainte-Marie, wo er sein Baccalauréat ablegte. Schon als Jugendlicher interessierte sich Arcand für das Theater und war 1967 und 1968 Mitglied in Paul Buissonneaus Theatergruppe La roulotte. Arcand studierte ab Ende der 1960er-Jahre bis 1971 an der McGill University Philosophie. Anschließend arbeitete er unter anderem am Centre national dramatique du Sud-Est in Montréal und war 1973 an Jerzy Grotowskis Teatr Laboratorium in Breslau tätig. Im Jahr 1973 gründete er mit Marie Eykel, Laurent Rivard und Alain Lamontagne die Theatergruppe Le groupe de la veillée, mit der er zahlreiche Stücke auf die Bühne brachte.
Arcand kam Anfang der 1970er-Jahre zum Film und gab sein Leinwanddebüt 1972 in Denys Arcands La maudite galette. Es folgten zahlreiche Filme unter der Regie seines Bruders. Seinen Durchbruch als Schauspieler erlebte er mit der Figur des Ovide Plouffe in Les Plouffe (1981) sowie dem Mehrteiler Le crime d’Ovide Plouffe (1984). Für Le crime d’Ovide Plouffe unter der Regie seines Bruders gewann  Arcand 1985 einen Genie Award als Bester Hauptdarsteller. Eine weitere Genie-Auszeichnung, diesmal als Bester Nebendarsteller, folgte bereits 1987 für seine Darstellung in Der Untergang des amerikanischen Imperiums. Weitere Auszeichnungen erhielt Arcand unter anderem für das 1999 erschienene Liebesdrama Post Mortem sowie für Le démantèlement aus dem Jahr 2013, in dem er einen Schaffarmbesitzer spielt. Für seine Darstellung des Pierre Lesage in Die kanadische Reise erhielt Arcand 2017 seine erste César-Nominierung als Bester Nebendarsteller.

## Filmografie (Auswahl)
- 1972: La maudite galette
- 1979: Auf Wiedersehen, bis Montag (Au revoir à lundi)
- 1980: Suzanne
- 1981: Les Plouffe
- 1984: Le crime d’Ovide Plouffe (TV-Mehrteiler)
- 1985: Agnes – Engel im Feuer (Agnes of God)
- 1986: Der Untergang des amerikanischen Imperiums (Le déclin de l’empire américain)
- 1999: Post Mortem
- 1999: Le grand serpent du monde
- 2008: Mama ist beim Friseur (Maman est chez le coiffeur)
- 2012: Karakara
- 2013: Le démantèlement
- 2016: Die kanadische Reise (Le fils de Jean)

## Auszeichnungen
- 1981: Nominierung Genie Award, Bester Nebendarsteller, für Suzanne
- 1982: Nominierung Genie Award, Bester Hauptdarsteller, für Les Plouffe
- 1985: Genie Award, Bester Hauptdarsteller, für Le crime d’Ovide Plouffe
- 1987: Genie Award, Bester Nebendarsteller, für Der Untergang des amerikanischen Imperiums
- 1997: Prix Gascon-Roux des Théâtre du Nouveau Monde für seine Darstellung des Tartuffe (Regie: Lorraine Pintal)
- 2000: Prix Jutra, Bester Hauptdarsteller, für Post Mortem
- 2000: Nominierung Genie Award, Bester Hauptdarsteller, für Post Mortem
- 2000: Nominierung Genie Award, Bester Nebendarsteller, für Le grand serpent du monde
- 2009: Nominierung Prix Jutra, Bester Nebendauptdarsteller, für Mama ist beim Friseur
- 2013: Nominierung Prix Jutra, Bester Hauptdarsteller, für Karakara
- 2013: Torino Film Festival, Preis der Jury als Bester Darsteller für Le démantèlement
- 2014: Nominierung Prix Jutra, Bester Nebendarsteller, für Le démantèlement
- 2014: Canadian Screen Award, Bester Hauptdarsteller, für Le démantèlement
- 2017: Nominierung César 2017, Bester Nebendarsteller, für Eine kanadische Reise